# Polyphlebium venosum
Polyphlebium venosum är en hinnbräkenväxtart som först beskrevs av Robert Brown, och fick sitt nu gällande namn av Edwin Bingham Copeland. Polyphlebium venosum ingår i släktet Polyphlebium och familjen Hymenophyllaceae. Inga underarter finns listade.